# 拉尔加瓦
拉尔加瓦，是西班牙安达卢西亚自治区塞维利亚省的一个市镇。 总面积18平方公里，总人口13005人（2001年），人口密度723人/平方公里。